# شقرة (أبين)
شقرة هي إحدى قرى الجمهورية اليمنية. تتبع جغرافيا لمحافظة أبين و إداريًا لمديرية خنفر. يبلغ تعداد سكانها 5022 نسمة حسب تعداد اليمن لعام 2004 ومعظمهم يعملون في صيد الأسماك. يحد شقرة من الجنوب البحر العربي، ومن الشمال سلسلة جبال العرقوب، ومن الشرق مديرية أحْوَر، ومن الغرب دلتا وادي بنا، وتشتهر البلدة بموروث الشعبي مثل رقصة وأشعار الدْحَيْف.

## في التاريخ القديم
لم يرد ذكر بلدة شقرة في النقوش اليمنية القديمة، ولكن ربما ذكرت كموقع لم يسمَّ كما في كتاب الطواف من البحر الأرتيري، وفيه: "يمتد ساحل طويل، وخليج على طول 2000 استاديا وأكثر، ويعيش على طول الساحل بدو وجماعات من أكلة السمك (واختو فاجو) تقيم في القرى، وبعد الرأس البري الذي يبرز من الخليج، تقوم على الشاطيء مدينة سوق أخرى تدعى قنا تنتمي لمملكة (أليزوس) [الملك الحضرمي إل عز يلط] بلاد البخور".

### حفريات الحَصَمَة (شقرة)
بنيت شقرة قبل الإسلام, بدليل وجود مقبرة في منطقة الحصمة، وهي منطقة مدافن يعود تاريخها إلى ما بين القرن الأول إلى الثالث الميلادي. ومن المؤشرات التي يمكن معرفتها من خلال اللقى الأثرية في هذه المقبرة أنهم آمنوا بالبعث بعد الموت كما توضح أدوات الطبخ والأسلحة المدفونة بجوار الموتى. وتدل هذه الآثار أن هؤلاء القوم - في هذه الحقبة- قد برعوا في فن الغوص إلى أعماق البحر من خلال وجود بعض العينات من اللؤلؤ. وتشير إلى أنهم قد برعوا في بعض الصناعات مثل صناعة الأسلحة ومنها صناعة السيوف، والرماح والنبال من مادة الحديد، وكذلك صناعة الزجاج؛ إذ وجدت بعض الأواني الزجاجية التي تستخدم للشرب وقد تمت صناعتها في أشكال غاية في الجمال والدقة. كما وجدت في هذه المقبرة أعدادًا كبيرة من بيض طيور النعام التي تؤكد أن هذه الطيور الضخمة كانت تعيش في هذه المنطقة.
وبعد مسح المواقع المحيطة بموقع حفريات الحصمة، رجح الباحث صلاح الحسيني ان هذه المقبرة (الحصمة) كانت مكان لدفن موتى مدينة شقرة القديمة فضلًا عن منطقة كود عنبر، وهي قريبة من الموقع بمسافة (1,5) كم تقريبًا إلى الشرق من الموقع؛ إذ لا يستبعد من أن مكونات الكود (بمعنى تل ترابي), تكون تلًّا ترابيًّا لمباني قديمة تتابع البناء عليها على مراحل زمنية متعاقبة.

## في التاريخ الحديث
تعد شقرة ميناء وبلد قديم واقع على شط بحر العرب، وهو الميناء الرئيس, وهي عاصمة أهل فضل حتى عام 1962م, حيث انتقل الحكم منها إلى زنجبار (اليمن) بعد تنصيب السلطان أحمد بن عبدالله الفضلي, آخر سلطان حكمها هو السلطان عبدالله عثمان بن حسين الفضلي, شقرة هي الآن الميناء الأساسي في محافظة أبين وبها كثير من الآثار القديمة.

## شقرة والصراع مع البريطانيين
عندما فكرت بريطانيا في غزو عدن والاستيلاء عليها لأهميتها الاستراتيجية كمركز لتموين بواخرها المارة إلى الهند بالوقود، لم تجد عملية الغزو والاستيلاء طريقًا مفروشًا أمامها، وتصدى أول ما تصدى لمقاومة بريطانيا سلطان العبادل السلطان محسن فضل العبدلي عام 1838م، وعندما اشتدت المعارك استنجد السلطان محسن بجاره السلطان أحمد بن عبدالله الفضلي الملقب بالمكسر للدفاع معه عن عدن وطرد الغزاة الانجليز. وقد لبى السلطان أحمد الفضلي النداء، وجهز جيش بقيادة ابنه حسين بن أحمد الفضلي المتوفي عام 1925م، عن عمر بلغ 125 عام، وخاض بجيشه من قبائل الفضلي المعارك مع الإنجليز حول باب السلب، ودرب الحريبي، وقد انطلقت الخيالة الفضلية، واجتازت الدرب التركي أمام ساحل أبين، وتوغلت إلى داخل المعلا والتواهي ثم انسحبت. وعادت مرة ثانية إلى خوض المعارك ضد الإنجليز الذين احتلوا عدن عام 1839م، وحينها استتب الحكم للغزاة الإنجليز إلا أن المقاومة استمرت بعد ذلك. وفي 21 يوليو 1841م وصل إلى باب السلب السلطان حسين بن أحمد الفضلي ممتطيًا صهوة جواده متمنطقًا بسيفه ورمحه، وفي 29 يوليو 1841م جاء أربعة فدائيين من شقرة إلى باب عدن ودعوا مترجم الكابتن هينس (أحمد بن عبدان) إلى الخروج لمناقشة بعض الأمور، فلما خرج إليهم قاموا بقتله قرب باب عدن أمام الحرس البريطاني. وقد استمر السلطان محسن العبدلي بالتعاون مع السلطان الفضلي وشيخ العقربي لبناء مخفر في الشيخ عثمان الذي كان مصممًا لإغلاق الباب إلى عدن، وتوجيه القوافل إلى الموانىء المنافسة في شقرة وعدن الصغرى. وترتب عن هذا العمل أن ضرب الإنجليز بنيران مدافع بوراجهم الحربية شقرة، فعاد الهجوم على عدن للمرة الثالثة، ثم ضربت شقرة للمرة الثانية في 21 أغسطس عام 1846م. كانت شقرة أكثر المدن الساحلية معاناة بسبب الاحتلال البريطاني لعدن، ففي الوقت الذي تمت فيه محاصرة ميناء عدن، كانت بارجتان حربيتان قبالة سواحل شقرة، تتربص بالمراكب التي في مرساها، وتجبرها على العودة. فمنذ سنة 1839م، وحتى 1866م، كانت المدينة تحت الحصار المستمر وتعرضت للقصف العشوائي والتربص بالصيادين.